# Útok na americká velvyslanectví v Nairobi a Dar es Salaamu

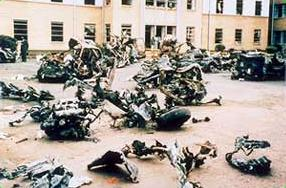
Trosky po bombovém útoku v Nairobi

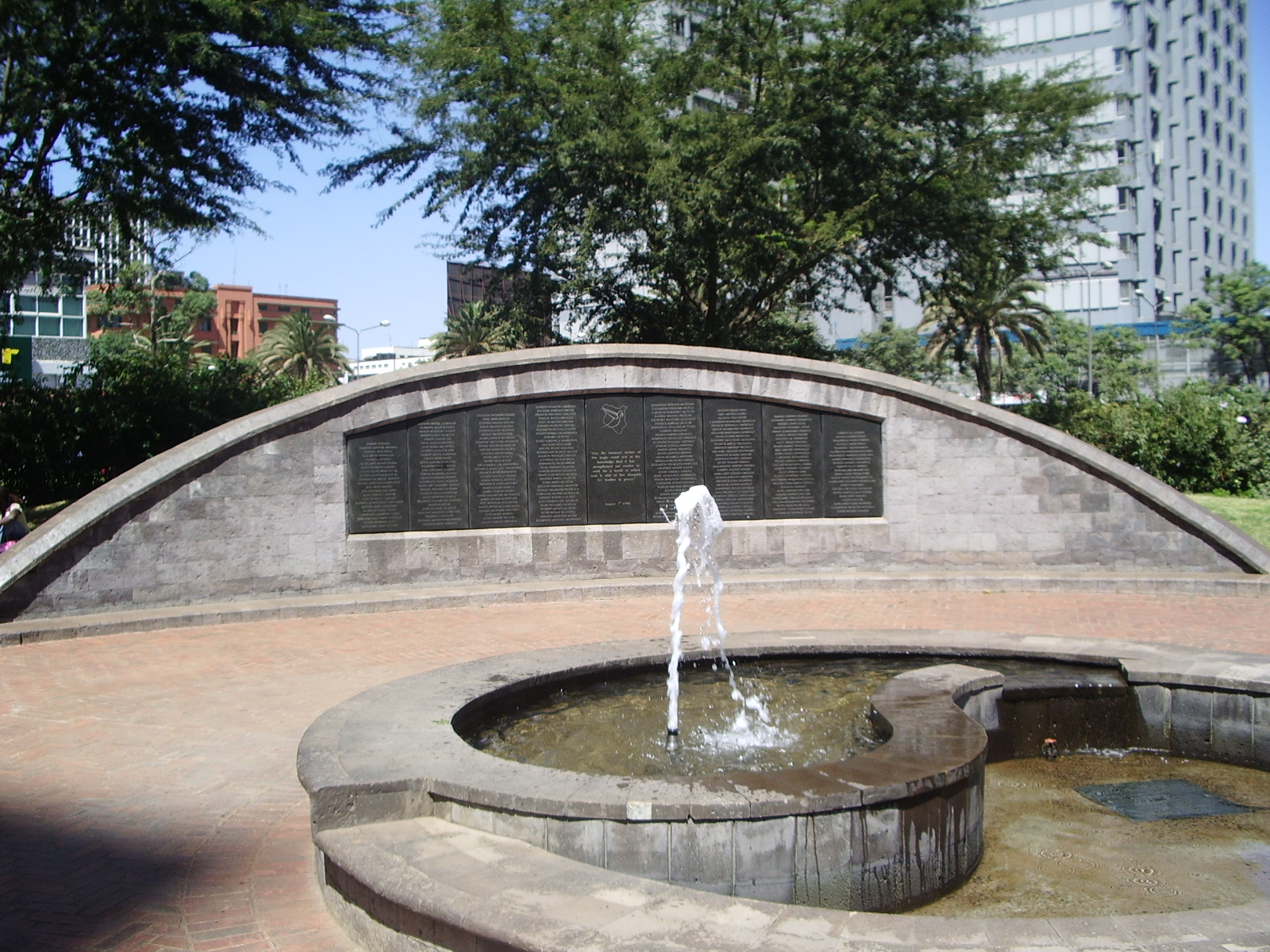
Pomník obětem výbuchu v Nairobi

Útok na americká velvyslanectví v Nairobi a Dar es Salaamu byl bombový útok provedený dne 7. srpna 1998 v dopoledních hodinách místního času. K útoku na každé z obou velvyslanectví byl použit nákladní vůz, naložený výbušninami. K odpovědnosti za oba incidenty se přihlásila Al-Káida.

## Útoky a oběti
Výbuch v Nairobi (Keňa) zabil 213 osob. Podle odhadu bylo dalších přibližně 4000 osob zraněno. Výbuch v Dar es Salaamu (Tanzanie) zabil 12 osob a zranil 85 osob. Útok byl primárně namířen proti Američanům, ale naprostá většina zabitých byli místní obyvatelé. Výbuch v Nairobi bylo slyšet i ve vzdálenosti 16 kilometrů od velvyslanectví. Ještě ve vzdálenosti pěti bloků od velvyslanectví byla rozbitá okna. Seismologické údaje odpovídaly použití minimálně několika tun brizantní výbušniny. V obou případech vznikly značné škody. Keňská vláda oznámila oficiální pětidenní období smutku za oběti výbuchu a nařídila stáhnout vlajky na půl žerdi. Vložila 850 000 dolarů do fondu na pomoc pozůstalým a rodinám mrtvých. Náklady vynaložené na útoky ze strany teroristů byly později vyhodnoceny jako poměrně malé a v ostrém nepoměru s velkými škodami vzniklými útokem.
Velký počet obětí v Nairobi byl dán tím, že velvyslanectví bylo umístěno v rušném centru města. Výbuch poškodil i dva autobusy, které zrovna nedaleko projížděly. Navíc nebyla dodržena doporučená minimální vzdálenost budovy velvyslanectví od brány areálu. Rovněž sousední budova, využívaná převážně pro účely místní univerzity, stála velmi blízko velvyslanectví a při výbuchu se zřítila. Už v roce 1996 americká velvyslankyně opakovaně marně žádala ministerstvo zahraničí USA o přestěhování velvyslanectví na jiné místo. Podle ministerstva prý odpovídalo zabezpečení velvyslanectví předpokládané (nízké) úrovni hrozby. Velvyslanectví v Dar es Salaamu bylo zabezpečeno o něco lépe. Jako rozhodující prvek se ale ukázala především větší vzdálenost od centra města.

## Pozadí incidentu
Teroristická organizace Al-Káida před útokem zazlívala Američanům první válku v Zálivu, přítomnost Spojených států v Saúdské Arábii (o tom svědčí i datum atentátů na velvyslanectví v Nairobi, resp. Dar es Salaamu) a účast na vojenských operacích v Somálsku a v Jemenu. Al-Káida považuje USA za svého úhlavního nepřítele. Už od roku 1992 byla Al-Káida spojována s násilím v Jemenu, Mogadišu a v Etiopii. Byli mezi nimi mudžáhedíni, kteří předtím bojovali v Afghánistánu proti Sovětskému svazu. V polovině devadesátých let členové organizace Al-Káida založili východoafrickou buňku, kterou vedl Wadih El-Hage. Prostředky na financování získávala Al-Káida prostřednictvím své obchodní sítě a různých krycích organizací.
Země jako Keňa a Tanzanie se ukazovaly být vhodným místem pro přípravu a realizaci teroristických útoků. Situace v okolních zemích jako Somálsko, Rwanda a Uganda je řadu let nestabilní, což má vliv i na Keňu a Tanzanii. Vymáhání práva v zemích této oblasti je velmi problematické. Působí zde řada místních zločineckých organizací. Hranice jsou slabě kontrolovány. Existuje napětí mezi místními křesťany a muslimy. To vše vytváří úrodnou půdu pro teroristy.

## Příprava útoků
Al-Káida sledovala americká velvyslanectví a připravovala půdu pro útok. V květnu 1998 terorista Khalfan Khamis Mohamed pronajal v Nairobi dům s garáží, aby bylo kde vyrábět bomby. Sheikh Ahmed Salim Swedan koupil bílý nákladní vůz Toyota Dyna jako vozidlo pro bombový útok. V červnu 1998 si teroristé pronajali dům asi 6 kilometrů od velvyslanectví v Dar es Salaamu. Komponenty pro výrobu bomb byly přepravovány skrytě v pytlích s rýží ve vozidle Suzuki Samurai, které koupil Khalfan Khamis Mohamed. Sheikh Ahmed Salim Swedan koupil vozidlo Nissan Atlas, které teroristé upravili pro druhý bombový útok v Dar es Salaamu.
Terorista Mohammad Sádik Odeh dohlížel v Nairobi na výrobu bomb. V bombě určené pro Nairobi byl použit trinitrotoluen, dusičnan hliníku a hliníkový prášek. Výbušninu teroristé umístili do dvaceti dřevěných beden a naložili do nákladního vozu. Bomba určená pro velvyslanectví v Dar es Salaamu byla zcela odlišná. Do nákladního vozu teroristé naložili trinitrotoluen společně s patnácti kyslíkovými láhvemi a hnojivem. K usměrnění výbuchu sloužily pytle písku.

## Průběh útoku v Nairobi

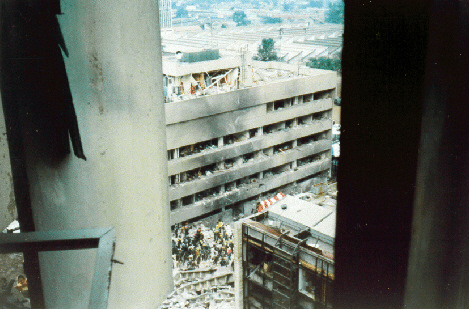
Poškozená budova velvyslanectví USA v Nairobi (vzadu). Vedlejší budova, která nepatřila k velvyslanectví, se úplně zřítila.

Dne 7. srpna 1998 dopoledne nákladní vůz s výbušninou přijel k zamčené zadní bráně velvyslanectví v Nairobi a zastavil. Z auta vystoupil spolujezdec Mohamed Rashed Daoud Al-Owhali a žádal strážného, aby otevřel bránu. Se svou žádostí neuspěl. Strážný řekl, že nemá klíč od brány a po nezdařeném pokusu o telefonát začal utíkat pryč od brány. Řidič na prchajícího strážného dvakrát vystřelil z pistole otevřenými dveřmi auta, ale netrefil. Spolujezdec, stojící vedle auta, v panice začal házet ruční granáty. Hodil celkem čtyři granáty a začal rychle utíkat od auta. Následně došlo k výbuchu. Budova, která stála těsně vedle velvyslanectví, se zřítila. Budova velvyslanectví zůstala stát, ovšem značně poškozená.

## Atentátníci
- Wadih El-Hage – vůdce východoafrické buňky Al-Káidy, obstaral falešné cestovní doklady. Byl zatčen ještě v roce 1998 v USA.
- Mohammad Sádik Odeh – technický poradce Al-Káidy. Ještě před atentátem odcestoval do Pákistánu, kde byl potom zatčen. Při výslechu řekl, že pracoval pro Usámu bin Ládina.
- Mohamed Rashed Daoud Al-Owhali – expert na výbušniny, spolujezdec řidiče auta naloženého výbušninami, snažil se strážného přinutit otevřít bránu velvyslanectví v Nairobi, házel granáty u budovy velvyslanectví. Byl zatčen po atentátu přímo v Keni.
- Khalfan Khamis Mohamed – koupil bílou dodávku Suzuki ve které se převážely části bomb, najal dům v Tanzanii, kde se bomby vyráběly, pomáhal při výrobě bomb a nakládání do auta. Jel v nákladním voze naloženém výbušninami k velvyslanectví v Dar es Salaamu. Byl zatčen v roce 1999 v Jižní Africe. V roce 2000 napadl a těžce zranil strážného ve vězení v USA při neúspěšném pokusu o útěk.
- Sheikh Ahmed Salim Swedan – koupil auta Toyota Dyna a Nissan Atlas. Byl zabit v roce 2009 americkou raketou v Pákistánu.
- Hamdan Khalif Alal – řídil auto naložené výbušninami při útoku na velvyslanectví USA v Dar es Salaamu.[6]

První čtyři výše uvedení teroristé byli všichni odsouzeni k doživotnímu trestu odnětí svobody.

## Odezva ze strany USA

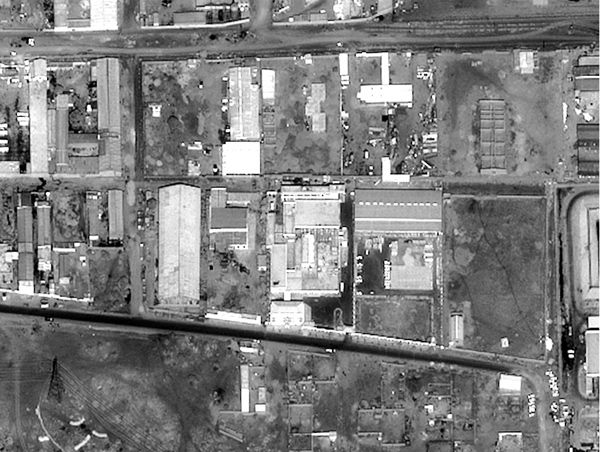
Satelitní snímek továrny Aš-Šifá z roku 1998 před výbuchem

Bylo nařízeno okamžitě zvýšit zabezpečení amerických institucí ve světě. Jako odezvu na útoky prezident Bill Clinton, zatížený v té době také skandálem s Monikou Lewinskou, schválil operaci nazvanou Infinite Reach. 20. srpna 1998 Američané zaútočili raketami na cíle v Súdánu a Afghánistánu. Z amerických válečných lodí bylo odpáleno více než 70 raket Tomahawk. Podle tvrzení USA došlo ke zničení výcvikových táborů teroristů v Afghánistánu a chemické továrny Aš-Šifá poblíž Chartúmu v Súdánu. V továrně se měly údajně vyrábět produkty potřebné pro výrobu nervového plynu pro teroristy. Podle mezinárodního práva jsou podobné raketové útoky jen těžko ospravedlnitelné. Americké velvyslanectví v Nairobi bylo nakonec přesunuto z centra města do jiné oblasti.